# المساعيد (قرية)
قرية المساعيد هي إحدى القرى التابعة لمركز جرجا بمحافظة سوهاج في جمهورية مصر العربية. حسب إحصاءات سنة 2006، بلغ إجمالي السكان في المساعيدة 16805 نسمة، منهم 8270 رجل و8535 امرأة.